# Мангри Сан-Бласу
Мангри Сан-Бласу або Мангри Марісмас-Насьйоналесу та Сан-Бласу (ідентифікатор WWF: NT1420) — неотропічний екорегіон мангрових лісів, розташований на північному заході Мексики.

## Географія
Екорегіон мангрів Сан-Бласу охоплює болота Марісмас-Насьйоналес або Національні болота, що простягаються уздовж узбережжя Тихого океану на північному заході Мексики, від Масатлана в штаті Сіналоа на південь до Сан-Бласа в штаті Наярит. Вони займають площу близько 2000 км² і складають майже чверть від усіх тихоокеанських мангрів Мексики.
Національні болота складають взаємопов'язаний комплекс лагун та водно-болотних угідь, розташованих на пласкій алювіальній рівнині. Піщані пляжі відділяють заболочені території від моря, а сім річок, що стікають із західних схилів Західної Сьєрра-Мадре, забезпечують надходження прісної води до мангрових екосистем регіону. Найбільшими з цих річок є Акапонета, Сан-Педро-Мескіталь та Ріо-Гранде-де-Сантьяго.
Найбільшими лагунами в комплексі Національних боліт є Агуа-Брава, розташована в центрі екорегіону, та лагуна Теакапан, розташована північніше. Мангри Сан-Бласу є найпівденнішою частиною комплексу, розташованою на південь від гирла Сантьяго, однієї з найбільших річок Мексики. На півночі регіону розташовані дельти річок Пресідіо і Балуарте та естуарій Уріасу. У внутрішніх районах Сіналоа та Наяриту мангри екорегіону переходять у сухі ліси Сіналоа.

## Клімат
В межах екорегіону переважає саванний клімат (Aw за класифікацією кліматів Кеппена). Середньорічна кількість опадів становить близько 1000 мм, більшість з яких випадають під час короткого літнього сезону дощів. Протягом більшої частини року в регіоні триває сухий сезон.

## Флора
У манграх Марісмас-Насьйоналесу зустрічаються чотири види мангрових дерев — червоні мангри (Rhizophora mangle), чорні мангри (Avicennia germinans), прямі конусоплідні мангри (Conocarpus erectus) та білі мангри (Laguncularia racemosa). У північній частині екорегіону, в естуарії Теакапану, домінують чорні мангри (Avicennia germinans), а на півдні екорегіону, в лагуні Агуа-Брава, — червоні мангри (Rhizophora mangle). Серед інших дерев, що зустрічаються у водно-болотних угіддях екорегіону, слід відзначити філлантус Елсії (Phyllanthus elsiae), водяну пахіру (Pachira aquatica) та алігаторове яблуко (Annona glabra).

## Фауна
Мангри Сіналоа та Наяриту є важливим середовищем проживання для багатьох видів мігруючих птахів та інших тварин. Вони утримують величезні популяції молюсків, крабів та інших безхребетних, якими живляться багато видів водно-болотних птахів та інших наземних тварин. Мангри є важливими місцями нересту та розплідником для мальків різноманітних риб та молюсків, які живуть в прибережних районах. Дві третини світових популяцій риб залежать від мангрових екосистем принаймні протягом одного або кількох етапів свого життя. 
В манграх екорегіону зустрічається понад 250 видів птахів, 40 % з яких є мігруючими. Тут спостерігається найбільша концентрація перелітних птахів на тихоокеанському узбережжі Мексики. Серед птахів, що зустрічаються в екорегіоні, слід відзначити червонодзьобого свистача (Dendrocygna autumnalis), блакитнокрилу чирянку (Spatula discors), північну чаплю (Ardea herodias), американську чепуру (Egretta thula), рожевого косаря (Platalea ajaja), міктерію (Mycteria americana), мангрового кукліло (Coccyzus minor), білого побережника (Calidris alba), білохвостого канюка (Geranoaetus albicaudatus), американського боривітра (Falco sparverius), малого підсоколика (Falco columbarius), жовтолобу якану (Jacana spinosa), ошатноперого трогона (Trogon elegans), біловусого колібрі-ангела (Heliomaster constantii), мангрову білозорку (Tachycineta albilinea), мангрового віреона (Vireo pallens), пломенисту пірангу (Piranga rubra) та райдужну скригнатку (Passerina ciris).
Серед плазунів, що зустрічаються в манграх екорегіону, слід відзначити гострорилого крокодила (Crocodylus acutus), звичайну ігуану (Iguana iguana) та жахливого отрутозуба (Heloderma horridum), а серед ссавців, — ягуара (Panthera onca), північноамериканську пуму (Puma concolor couguar), оцелота (Leopardus pardalis), білохвостого оленя (Odocoileus virginianus), північну байомишку (Baiomys taylori) та багато різноманітних кажанів. На пляжах екорегіону відкладають яйця рідкісні морські черепахи — шкірясті черепахи (Dermochelys coriacea), оливкові черепахи (Lepidochelys olivacea), бісси (Eretmochelys imbricata) та зелені черепахи (Chelonia mydas).

## Збереження
Манграм екорегіону загрожує забруднення води внаслідок промислової та сільськогосподарської діяльності, забудова прибережних районів, вирубка лісів, а також зміна режиму та стоку річок внаслідок водовідведення та інша діяльність, яка змінює приплив прісної води до естуаріїв і лагун, у яких поширені мангри. Також на мангрові екосистеми негативно впливає інтродукція екзотичних видів, таких як звичайний короп (Cyprinus carpio) та блакитна тиляпія (Oreochromis aureus).
Основною природоохоронною територією екорегіону є Біосферний заповідник Марісмас-Насьйоналес, створений у 2010 році. У 1995 році болота екорегіону були визнані Рамсарським водно-болотним угіддям міжнародного значення.